# Bom Sucesso de Itararé
Bom Sucesso de Itararé – miasto i gmina w Brazylii, w stanie São Paulo. Znajduje się w mezoregionie Itapetininga i mikroregionie Itapeva.